# Państwowy Urząd Melioracji Rolnych
Państwowy Urząd Melioracji Rolnych – centralna jednostka administracji rządowej utworzona w celu przeprowadzenia melioracji gruntów rolnych i zabezpieczenia funkcjonowania urządzeń melioracyjnych.

## Zakres działania Państwowego Urzędu Melioracji Rolnych
Przy Ministerstwie Rolnictwa i Dóbr Państwowych został utworzony Państwowy Urząd Melioracji Rolnych. Do zakresu działania Państwowego Urzędu Melioracji Rolnych należało:
1. Inicjowanie, badanie, opracowywanie projektów i wykonywanie robót mających na celu:
  - odwodnianie, nawadnianie gruntów wraz z urządzeniami pomocniczymi, niezbędnymi dla uzyskania należytego odpływu wody;
  - zużytkowanie ścieków ze zbiorowisk ludzkich i fabryk;
  - urządzanie gospodarstw rybnych;
  - zaopatrzenie w wodę gmin wiejskich, wsi i osad za pomocą najprostszych urządzeń hydrotechnicznych;
  - wznoszenie budowli wodnych związanych z melioracjami.
2. Sprawowanie kontroli nad robotami melioracyjnymi.
3. Udzielanie wszelkiej pomocy technicznej przy operacjach agrarnych, jak komasacja i parcelacja.
4. Piecze nad melioracjami rolnymi, już wykonanymi.
5. Nadzór nad przestrzeganiem ustaw oraz przepisów dotyczących melioracji wodnych.
6. Prowadzenie ksiąg wodnych.

## Skład Państwowego Urzędu Melioracji Rolnych
Państwowy Urząd Melioracji Rolnych stanowili:
- naczelnik Urzędu;
- inżynierowie melioracji i ziemscy;
- personel pomocniczy – techniczny i biurowy.

## Zakres odpowiedzialności

### Obowiązki naczelnika Państwowego Urzędu Melioracji Rolnych
Do obowiązku naczelnika Państwowego Urzędu Melioracji Rolnych należało:
- sprawowanie nadzoru nad powierzonym sobie Urzędem;
- powołanie kierowników poszczególnych działów;
- powołanie potrzebnej liczby inżynierów melioracji i ziemskich;
- nadzór nad personelem biurowym.

### Obowiązki inżynierów melioracji
Do obowiązków inżynierów melioracji należało:
- kierowanie wykonywaniem prac technicznych przy pomocy techników oraz personelu biurowego;
- wykonywanie czynności określonych przepisami.

### Obowiązki inżynierów ziemskich
Inżynierowie ziemscy urzędowali przy Głównej Komisji Ziemskiej i przy okręgowych komisjach ziemskich. Do zakresu działania inżynierów ziemskich należało:
- pomoc techniczna przy melioracjach na gruntach, objętych przez prace urzędów ziemskich;
- dozór nad przestrzeganiem ustaw i przepisów dotyczących melioracji;
- piecza nad melioracjami już wykonanymi;
- wszelkie inne czynności związane z praca inżynierów ziemskich na podstawie ustaw lub rozporządzeniem władzy.

Dodatkowo ustanowiono, że inżynierowie ziemscy biorący udział w posiedzeniach komisji ziemskich, gdzie mają głos stanowiący. Przy komisjach ziemskich pełnią czynności referentów melioracyjnych i w tym charakterze podlegają naczelnikowi Państwowego Urzędu Melioracji Rolnych.

## Zniesieniu Państwowego Urzędu Melioracji Rolnych
Rozporządzeniem Rady Ministrów z 1921 r. o zniesieniu Państwowego Urzędu Melioracji Rolnych ustanowiono, że dotychczasowe sprawy powierzone urzędowi przeniesione zostały do Ministerstwa Rolnictwa i Dóbr Państwowych.